# Phoxinellus fontinalis
Telestes fontinalis là một loài cá vây tia thuộc họ Cyprinidae.
Loài này chỉ có ở Croatia.
Môi trường sống tự nhiên của chúng là sông có nước theo mùa và carxtơ nội địa.
Chúng hiện đang bị đe dọa vì mất môi trường sống.